# Mahoraba
Mahoraba (яп. まほらば махораба) — манга Акиры Кодзимы и снятое по ней аниме. Манга выходила в журнале «Monthly Gangan Wing», выпускаемом компанией Square Enix с января 2000 по июль 2006 года, позже была выпущена в 12 томах. Аниме, созданное студией J.C.Staff, состояло из 26 серий и демонстрировалось на канале TV Tokyo с 10 января по 26 июня 2005 года под названием  Mahoraba ~Heartful days (яп. まほらば〜Heartful days).

## Сюжет
Главным героем манги и аниме является Рюси Сиратори, который хочет стать детским писателем и переезжает в Токио, чтобы посещать художественное училище. Он снимает комнату в старом одноэтажном доме, которым владеет его троюродная сестра Кодзуэ Аоба. Дом населяют весьма эксцентричные постояльцы, а сама Кодзуэ имеет несколько разных личностей. Несмотря на это, Рюси остаётся в доме, поступает в училище и сближается с Кодзуэ.